# ドーイロー郡
ドーイロー郡（ドーイローぐん）はタイ北部・チエンマイ県にある郡（アムプー）である。

## 名称
ドーイ・ローとは「ロー山」と言う意味である。ローとは「鋳型に流し込んだ」を意味する。

## 歴史
1995年4月1日、チョームトーン郡から、4のタムボンが分離してドーイロー分郡（キンアムプー）が作られた。

2007年5月15日の政府の決定により81の分郡が郡に昇格することとなった。これにともないドーイロー分郡は郡（アムプー）に昇格し、同年8月24日の官報の発行により公的に昇格が確認された。

## 地理
郡はピン川の形成した平地にある。主な河川はピン川、カーン川などである。
交通は国道108号線な北東から南西に向かって走っており、北東にチエンマイ、南西にメーサリエン方面とつながっている。また国道1010号線が南に延びており、バーンホーン方面と通じる。

## 経済
主な産業は農業である。主な生産物は、ロンガン、カンタループ（メロン）、トマトなどである。

## 行政区分
郡は4のタムボンに分かれさらにその下位に54の村（ムーバーン）がある。郡内には自治体（テーサバーン）はなく4のタムボン行政体（オンカーンボーリハーンスワンタムボン）が設置されている。
1. タムボン・ドーイロー・・・ตำบลดอยหล่อ
2. タムボン・ソーンクウェー・・・ตำบลสองแคว
3. タムボン・ヤーンクラーム・・・ตำบลยางคราม
4. タムボン・サンティスック・・・ตำบลสันติสุข